# Gymnázium Sokolov
Gymnázium Sokolov a Krajské vzdělávací centrum, příspěvková organizace (GYMSO) je sokolovské gymnázium se třemi typy studia – čtyřletým, osmiletým a od školního roku 2014/2015 také šestiletým s přírodovědným zaměřením. Další hlavní činností je Krajské vzdělávací centrum, které zajišťuje vzdělávací aktivity pracovníkům školských zařízení.

## Historie
Rozhodnutím ministerstva školství a národní osvěty ze dne 18. června 1946 zaniklo reálné gymnázium v Lokti, a byl tak úředně posvěcen vznik gymnázia v Sokolově. Výuka byla zahájena 1. září 1946 v budově bývalé německé školy Na Vyhlídce. Oficiální název školy byl Státní reálné gymnázium ve Falknově nad Ohří.
V roce 1960 se gymnázium přesunulo do Sokolovské ulice č.p. 1507 (budova dnes již zrušené 4. základní školy). V roce 1961 se z gymnázia stává Střední všeobecně vzdělávací škola v Sokolově. V roce 1964 se gymnázium opět stěhuje, a to do budovy bývalé měšťanské školy v Komenského ulici. V roce 1969 se škola přejmenovává na Gymnasium v Sokolově.
V roce 1972 se gymnázium vrací na své původní působiště Na Vyhlídce. V té době má 12 tříd a 317 studentů. Osmým názvem školy je od roku 1980 Gymnázium Sokolov. Od roku 1984 je v provozu montovaná přístavba pro 4 třídy.
V roce 1991 je poprvé otevřena prima osmiletého gymnázia. Mezi lety 1994 až 1996 probíhá výstavba nového komplexu v Husitské ulici, kde škola sídlí až do současnosti. V letech 2000 a 2001 byla k budově přistavěna sportovní hala, roku 2002 pak venkovní hřiště. 
Od roku 2010 poskytuje gymnázium kromě klasického vzdělání také vzdělávání pedagogických pracovníků. Název školy se proto změnil na Gymnázium Sokolov a Krajské vzdělávací centrum.
Od roku 2014 gymnázium poskytuje také šestiletý vzdělávací cyklus s přírodovědným zaměřením.
V roce 2019 rozhodlo vedení Karlovarského kraje o zrušení gymnázia v Chodově a jeho sloučení se sokolovským gymnáziem. Sloučení bylo z právního hlediska provedeno v lednu 2020 avšak některé systémy nadále fungovali odděleně. Až s začátkem školního roku 2020/2021 bylo sloučení dokončeno i prakticky. Sloučením byla zrušena jedna třída čtyřletého gymnázia v Sokolově (místo 2 tříd je nově nabíraná pouze jedna) a osmileté gymnázium v Chodově bylo nahrazeno čtyřletým s rozšířenou výukou tělocviku. Cílem sloučení mělo být zvýšení zájmu o gymnázium v Chodově. Do nově vytvořeného oboru se v roce 2022 přihlásili 4 lidé.

## Prostory a vybavení školy
Budova školy je rozdělena do tří pavilonů. Žáci mají mimo jiné k dispozici:
- dvě laboratoře chemie, laboratoř biologie, laboratoř fyziky
- dvě počítačové učebny se stolními počítači pro patnáct žáků
- jednu počítačovou učebnu pro třicet žáků vybavenou Chromebooky
- stravování v budově školy
- aulu s kapacitou 180 lidí
- knihovnu
- studovnu
- astronomickou observatoř
- meteorologickou stanici

Součástí školy je i sportovní hala s ochozem, dvě tělocvičny, tři venkovní hřiště, běžecká a skokanská dráha.
V celé budově je k dispozici bezdrátové připojení k internetu.

## Další aktivity
- volitelné semináře ve třetím a čtvrtém ročníku
- výuka nepovinných jazyků (latina, španělština)
- kroužek robotiky
- školní časopis
- Hodina kódu
- divadelní spolek
- keramická dílna
- volitelná tělesná výchova
- sportovní liga

## Ředitelé
| Jméno               | Od   | Do   |
| ------------------- | ---- | ---- |
| František Hájek     | 1946 | 1948 |
| Jaroslav Václavíček | 1948 | 1970 |
| Jan Lačňák          | 1970 | 1990 |
| Jiří Bouška         | 1990 | 1991 |
| Milan Hric          | 1991 | 2009 |
| Jiří Widž           | 2009 | ?    |

## Významní absolventi
- Ladislav Cabada
- Aleš Cibulka
- Bohumil Havel
- Oskar Krejčí
- Jiří Peňás
- Tomáš Savka
- David Vondráček
- Filip Titlbach